# 马尔尚 (罗讷省)
马尔尚（法語：Marchampt，法語發音：[maʁʃɑ̃]）是法国罗讷省的一个市镇，属于索恩河畔自由城区。

## 地理
马尔尚（46°6'45"N, 4°34'17"E）面积17.74 平方千米，位于法国奥弗涅-罗讷-阿尔卑斯大区罗讷省，该省份为法国中东部省份，北起顺时针与索恩-卢瓦尔省、安省、里昂大都会、伊泽尔省和卢瓦尔省接壤。
与马尔尚接壤的市镇（或旧市镇、城区）包括：博热、勒佩雷翁、博若莱地区坎谢、圣迪迪耶叙博热、克拉韦索勒。

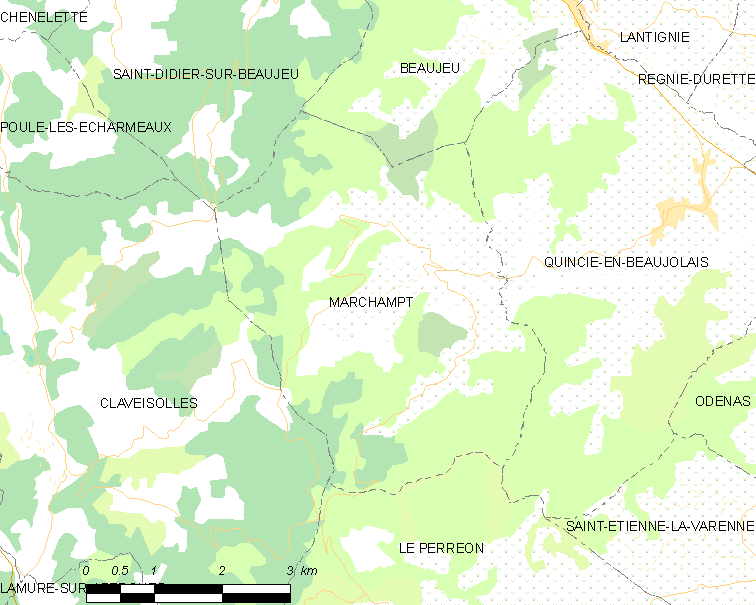
的OSM定位图

马尔尚的时区为UTC+01:00、UTC+02:00（夏令时）。

## 行政
马尔尚的邮政编码为69430，INSEE市镇编码为69124。

## 政治
马尔尚所属的省级选区为博若莱地区贝尔维尔县。

## 人口

1962-2008年间人口变化图示

马尔尚于2022年1月1日时的人口数量为452人。